# Racó de Sant Bonaventura-Canalons
El  Racó de Sant Bonaventura-Canalons es un Paraje Natural Municipal con una superficie de 18,34 ha, se localiza en el término municipal de Alcoy en la provincia de Alicante.
El Racó de Sant Bonaventura-Canalons, que coincide con el tramo alto del río Polop, destaca principalmente por presentar un curso de agua durante todo el año con la flora y vegetación característica de este tipo de ecosistemas y por presentar un elevado valor paisajístico con grandes roquedos labrados sobre la caliza por la acción erosiva del río. Mención aparte merece su condición de corredor ecológico entre el Parque natural del Carrascal de la Font Roja y la Sierra de Mariola.
Este Racó es uno de los enclaves emblemáticos del municipio de Alcoy, dada la gran tradición que existe entre los alcoyanos de frecuentar este enclave como área de esparcimiento, por su proximidad al núcleo urbano.
Fue Declarado Paraje Natural Municipal por Acuerdo del Consejo de la Generalidad Valenciana de fecha 8 de febrero de 2002.

## Flora y fauna
La unidad ambiental de mayor relevancia en el Paraje Natural Municipal es la de Ribera y Zonas de Agua. La vegetación característica ha quedado relegada a pequeños reductos donde aún se pueden apreciar chopos y sauces. La fauna, por otra parte, se encuentra mejor conservada. Entre los reptiles destaca la culebra de agua y el galápago europeo, y entre los peces la madrilla.
En el Paraje Natural se distinguen varias unidades ambientales como son:
• Riberas y zonas de agua
• Pinares de pino carrasco con vegetación arbustiva
• Cultivos agrícolas